# Арајон (Ајова)
Арајон (енгл. Arion) град је у америчкој савезној држави Ајова. По попису становништва из 2010. у њему је живело 108 становника.

## Демографија
Према попису становништва из 2010. у граду је живело 108 становника, што је -28 (-20.6%) становника више него 2000. године.
| Група             | 2000.       | 2010.      |
| Белци             | 124 (91,2%) | 98 (90,7%) |
| Афроамериканци    | 0 (0,0%)    | 0 (0,0%)   |
| Азијати           | 0 (0,0%)    | 0 (0,0%)   |
| Хиспаноамериканци | 11 (8,1%)   | 9 (8,3%)   |
| Укупно            | 136         | 108        |